# 御宅學
御宅學（英語：Otakuology）是次文化研究與粉絲研究中的次領域，旨在研究御宅族文化。

## 概述
- 也就是將御宅族的行動模式以及他們感興趣的對象等次文化現象以學術的方法加以分析研究，是一門新的學問。御宅學可說是將上述次文化現象定義為「御宅族文化」，並以多角度探討其對經濟、藝術、科技、社會等方面影響的一門學問。但是，對於定義尚不完全明確的「御宅族」要如何加以學術分析，一直是研究上的挑戰。
- 最初提出該命名的是岡田斗司夫。他在東京大學教養學部（通識教育學院）進行御宅族文化的授課，並在推廣其內容的書籍出版時，使用了「御宅學」這個名詞。之後，除了岡田斗司夫之外也有使用「御宅學」一詞的例子，也得到社會上一定程度的認知。

## 日本
- 1994年10月至1995年3月間，岡田斗司夫擔任東京大學教養學部（通識教育學院）的特別講師，以次文化的「多媒體概論」為題材進行授課，1996年至1997年間，他則以「御宅文化論」進行授課，同時也在立教大學講課。岡田斗司夫於1996年出版了《御宅學入門（オタク学入門）》，於1997年出版了《東大御宅學講座（東大オタク学講座）》。
- 順應著對漫畫及動畫加以學術分析的現象，以及次文化與主流文化的對立構造加以相對化的潮流，日本動畫學會（日本アニメーション学会）及日本漫畫學會（日本マンガ学会）在20世紀末陸續地設立。。

## 台灣
- 2011年傻呼嚕同盟於台灣東海大學開設「御宅學－文化、科技、經濟、創作」社會領域通識課程，課程以動漫、電玩文化為主題，宅經濟、動漫模型也成內容，吸引逾百名學生搶修[1]。2013年該課程的部分內容也集結成書，書名為《御宅學：影響人類科技、創意、經濟，改變世界的新興文化潮流！》，得到學界吳茂昆院士、葉芳栢教授、黃美鈴教授、楊永良教授等學者的推薦。

## 外部連結
- 日本漫畫學會（日本マンガ学会）
- http://www.jsas.net/ （页面存档备份，存于）

## 資料來源
1. ↑  陳怡靜、蘇孟娟. . 自由時報. 2011年10月12日: A5  [2011-10-14]. （原始内容存档于2011年10月13日） （中文（臺灣））.